# Skibergfjellet
Der Skibergfjellet ist ein 634,1 moh.  (Westgipfel) hoher Berg in Norwegen.
Der Skibergfjellet stellt ein ganzes Bergmassiv dar, mit mehreren Gipfeln, und gehört zur Kommune Holmestrand. Der ursprünglich als Hauptgipfel angesehene Gipfel hat eine Höhe von 632 moh. Im Jahr 1877 wurde dort eine Granitsäule als Markierung aufgestellt. Ebenso befindet sich dort ein Sendemast. Der Vestfjellet erhebt sich ca. 500 m südwestlich des 632 moh hohen Nebengipfels. Er zählte ursprünglich als eigenständiger Berg, wird heutzutage jedoch als Teil des Skibergfjelletmassivs angesehen und damit als dessen höchster Gipfel. Er stellt die höchste Erhebung der Provinz Vestfold dar. Westlich des Berges befindet sich der Øksne-See. Die Schartenhöhe des Skibergfjellet beträgt 473 m, die Dominanz gegenüber dem nächsthöheren Berg, dem Sirikjerke in der Kommune Kongsberg (Buskerud), beträgt etwa 12,58 km. Weitere Gipfel des Massivs sind der Südgipfel mit 623,7 moh. sowie der Kirkefjell als nördlichste Erhebung des Massivs mit 608 moh.